# Pytania Marii Magdaleny
Pytania Marii Magdaleny – apokryf gnostycki z pierwszych wieków chrześcijaństwa. Znany również jako Wielkie pytania Marii [Magdaleny]. Przetrwał jedynie w postaci cytatu z dzieła Panarion św. Epifaniusza z Salaminy (IV/V w.).